# David Friedmann (Unternehmer)
David Friedmann (24. Januar 1857 in Rawitsch – 15. Februar 1942 in Breslau) war ein deutscher Unternehmer und Kunstsammler.

## Leben, Werk
Friedmann war Jude, Sohn des schlesischen Kaufmanns Louis Friedmann (um 1830–1894) und dessen Ehefrau Seraphine, geborene Wachtel (verstorben am 16. Mai 1890). Er hatte einen jüngeren Bruder, Siegmund Friedmann (1859–1931). David Friedmann wurde ein erfolgreicher Unternehmer. 1882 heiratete er Laura, geborene Friedmann, Tochter des Rittergutsbesitzers und königlichen Kommerzienrates Gustav Friedmann (1835–1899) und dessen Ehefrau Charlotte, geborene Lissen (1835–1876). Das Ehepaar hatte eine Tochter, Charlotte, geboren am 11. April 1883 in Breslau. 
Gemeinsam mit seinem Bruder etablierte sich David Friedmann zuerst als Ziegelfabrikant. Nach dem Tod des Schwiegervaters übernahm er dessen Geschäfte und das Rittergut. Von 1903 bis 1921 wohnte die Familie in Berlin, wo Friedmann mit Immobilien handelte. Die Sommer verbrachten die Friedmanns in ihrem Neuen Schloss in Großburg, dem heutigen Borek Strzeliński, die Winter später in einer eleganten Villa in der Ahornallee von Breslau. Friedmann war ein leidenschaftlicher Sammler. Er erwarb eine umfangreiche Kollektion vorwiegend französischer, niederländischer und deutscher Maler des Realismus und Impressionismus, darunter Werke von Gustave Courbet, Camille Pissarro und Jean-François Raffaëlli, von Jozef Israëls sowie von Lovis Corinth, Walter Leistikow and Max Liebermann. Er war der erste Besitzer von Liebermann Gemälde Zwei Reiter am Strand nach links aus dem Jahr 1901.

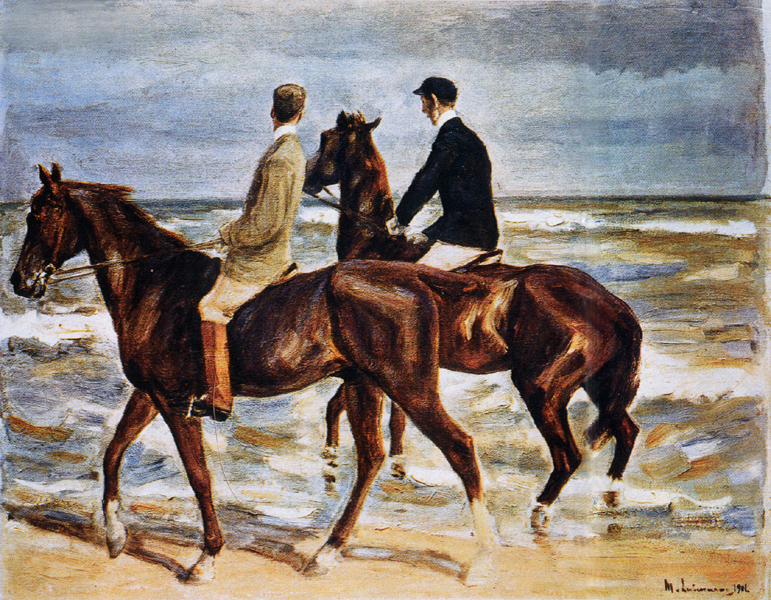
Zwei Reiter am Strand aus dem Schwabinger Kunstfund (Sammlung David Friedmann, Breslau)

Nach der Machtergreifung im Januar 1933 setzten die Nationalsozialisten Friedmann zu. 1937 musste er die Sommerresidenz in Großburg verkaufen, im November 1938 das Rittergut Haltauf, einschließlich der Jagdgründe, die er von seinem Schwiegervater vererbt bekommen hatte. Im Jahr 1938 erfolgte eine erste Schätzung seiner Kunstsammlung, auf die das NS-Regime ein Auge geworfen hatte, am 24. Januar 1940 eine zweite. Im Jahr 1941 wurde er von Haus und Hof vertrieben, Hab und Gut wurden "arisiert", auch die Kunstwerke. Er fand eine bescheidene Unterkunft in der Akazienallee, im Februar 1942 verstarb er.
Seine Tochter Charlotte wurde in das KZ Ravensbrück deportiert, dann nach Auschwitz überstellt und dort am 9. Oktober 1942 ermordet. Seine Schwägerin Bettina wurde am 19. Oktober 1942 in Theresienstadt ermordet, seine Nichte Marie Hildegard Tarnowski im März 1943 ebendort. Der Ehemann der Nichte, Georg Martin Tarnowski, wurde im März 1943 in Auschwitz ermordet. Deren Söhne, Herman Peter Tarnesby (1921–2014) und David Toren (1925–2020), konnten rechtzeitig in Sicherheit gebracht werden. Sie überlebten.
Da die Tochter kinderlos blieb und ermordet wurde, wurden die Großneffen Alleinerben nach David Friedmanns Tod.

## Restitution
Vom NS-Regime gestohlen wurde die gesamte Sammlung Friedmann, 306 Objekte, geordnet nach den Zimmern in der Breslauer Villa in der Ahornallee 27. Bis 2020 rückerstattet wurde lediglich 2015 das Gemälde Zwei Reiter am Strand von Max Liebermann, nachdem es 2012 als Teil des Schwabinger Kunstfundes von bayerischen Behörden beschlagnahmt worden war und erst nachdem David Toren 2014 in Washington Klage gegen die deutsche Bundesregierung eingereicht hatte.
Erben waren die Großneffen des Sammlers, die beide als Kinder und Jugendliche die Sammlung kennengelernt und viel Zeit mit ihrem Großonkel verbracht hatten. Die Restitution erfolgte erst, nachdem der ältere Erbe, Herman Peter Tarnesby (1921–2014), verstorben war und der jüngere, David Toren (geboren 1925), vollständig erblindet war. Da Tarnesby drei Töchter hatte, gab es nun vier Erben. Diese ließen das Gemälde daraufhin bei Sotheby’s in London versteigern. Ein unbekannter Bieter erwarb es telefonisch für 1,9 Millionen Pfund. Der Künstler Christian Thee hatte 2014 ein Relief von Liebermanns Gemälde anfertigt und es David Toren geschenkt, damit dieser das Bild ertasten kann.
Eine weitere Arbeit von Liebermann, das Pastell Die Korbflechter, Nr. 252 der Inventarliste von Friedmanns konfiszierter Sammlung, war ebenfalls zum Kunsthändler Hildebrand Gurlitt gelangt. Dieses Bild wurde von Benita Fräßle-Gurlitt (1935–2012), Cornelius Gurlitts Schwester, im Jahr 2000 dem Auktionshaus Villa Grisebach zwecks Versteigerung übergeben. Das Blatt erzielte 130.000 DM und ging an einen Holocaust-Überlebenden, der in Israel lebte. Benita Fräßle-Gurlitt war Kunsthistorikerin. Der Spiegel schrieb, "sie dürfte gewusst haben, was Raubkunst ist." Maurice Philip Remy hingegen hält es für "unwahrscheinlich", dass sie von der belasteten Vergangenheit des Bildes wusste. Es kam zu einem bitteren Streit zwischen David Toren, dem rechtmäßigen Hälfte-Erben der Sammlung Friedmann, und dem gutgläubigen Erwerber des Bildes, eines damals über 90-Jährigen, der selbst Verwandte im Holocaust verloren hatte. Im Raum stand der Verdacht, der Käufer könne von der Provenienz gewusst haben. Eine Entschuldigung der Familie Toren ebnete den Weg zu einer Einigung. David Toren erhielt das Bild, der Käufer bekam die Kaufsumme erstattet.
Nicht restituiert wurden bislang die anderen 304 von den Nazis geraubten Objekte.